# Ai Mori
Ai Mori (en japonés: 森秋彩, Mori Ai, 17 de septiembre de 2003) es una deportista japonesa que compite en escalada. Ganó tres medallas en el Campeonato Mundial de Escalada, en los años 2019 y 2023.

## Palmarés internacional
| Campeonato Mundial | Campeonato Mundial | Campeonato Mundial | Campeonato Mundial |
| Año                | Lugar              | Medalla            | Prueba             |
| ------------------ | ------------------ | ------------------ | ------------------ |
| 2019               | Hachioji (Japón)   | Medalla de bronce  | Dificultad         |
| 2023               | Berna (Suiza)      | Medalla de oro     | Dificultad         |
| 2023               | Berna (Suiza)      | Medalla de bronce  | Combinada          |